# Veganerpartiet
Veganerpartiet, tillige kendt som Grøn Alliance, er et dansk vegansk politisk parti stiftet i 2018 af Michael Monberg og Henrik Vindfeldt. Blandt partiets mærkesager er dyrerettigheder, miljø og klima samt folkesundhed. Partiets formål er at værne om ikke-menneskelige dyrs interesser og arbejde for et bæredygtigt samfund, hvor økonomisk vækst ikke må ske på bekostning af social og økonomisk lighed eller hensynet til naturens økosystemer.
Partiet har blandt andet som målsætning at lukke det konventionelle landbrug, ulovliggøre grov udnyttelse af dyr og omstille til plantebaseret fødevareproduktion.
Veganerpartiet fusionerede i august 2022 med partiet De Grønne og skiftede navn til Grøn Alliance. Måneden efter blev Grøn Alliance en del af Alternativet, og partiet vil derfor opstille under Alternativets liste til folketingsvalget 2022.

## Historie
Veganerpartiet blev stiftet den 23. oktober 2018. Den 6. august 2020 annoncerede partiet, at det havde indsamlet de nødvendige 20.182 vælgererklæringer for at blive opstillingsberettiget til næste folketingsvalg, og den 14. september 2020 blev partiet godkendt som opstillingsberettiget.
Veganerpartiets første forperson var Michael Monberg. Efter partiet blev bekræftet opstillingsberettiget, trak Michael Monberg sig, og Lisel Vad Olsson overtog posten som forperson for hovedbestyrelsen, mens Henrik Vindfeldt overtog posten som partileder. Veganerpartiet holdt d. 28. september 2020 sit første pressemøde som opstillingsberettiget parti. På pressemødet fremlagde partiet sine argumenter for at lukke det konventionelle landbrug.
Ved kommunalvalget i november 2021 stiller partiet op i 16 af landets kommuner, det lykkedes dog ikke at få valgt nogen kandidater ind i disse kommuner.
Den 11. juni 2021 trak Henrik Vindfeldt sig som formand af "personlige årsager". Den 10. januar 2022 ekskluderede Veganerpartiet Henrik Vindeldt pga. "krænkende og nedværdigende adfærd af ikke-seksuel karakter", men få uger senere den 6. februar blev eksklusionen ophævet på et ekstraordinært landsmøde som også afsatte hele partiets landsledelse.

## Politisk og ideologisk position
Ifølge Veganerpartiet, er partiets grundlæggende ideologier veganisme og økocentrisme. Veganerpartiet betegner desuden sig selv som et dyrerettighedsparti. Adspurgt om, hvilken statsministerkandidat partiet vil pege på, har partiet tidligere udtalt, at det vil pege på det parti, der har den mest grønne og bæredygtige målsætning, og at det hælder mere til Socialdemokratiet end til Venstre.

### Idéprogram
Partiets synspunkter er udtrykt i partiets idéprogram, senest fra 2020. Af idéprogrammet fremgår det blandt andet, at ikke-menneskelige dyr skal have ret til ikke blot at være til for mennesker, herunder ikke at ligge under for menneskers lyst til fødevarer, underholdning og beklædningsgenstande mm.
Det fremgår også, at partiet sætter social og økonomisk lighed samt hensyn til naturens økosystemer over økonomisk vækst.

### Dyrerettigheder
Den moderne dyrerettighedsbevægelse kan spores tilbage til 1970'erne og er et af få eksempler på en social bevægelse, som er startet af filosoffer. I 1980'erne og 1990'erne sluttede en lang række akademiske og professionelle grupper sig til bevægelsen, heriblandt advokater, psykologer, forfattere og dyrlæger.
Veganerpartiet er ét blandt flere dyrerettighedspartier verden over. Der findes således også dyrerettighedspartier i blandt andet Tyskland, Sverige, Holland, Belgien, Frankrig, Spanien, Portugal, England, Canada, USA, Brasilien, Australien og Israel.

## Organisation
Veganerpartiet indførte på deres landsmøde i juni 2021 en landsledelse som dels består af medlemmer som vælges på partiets landsmøde, og dels en repræsentant for hver af partiets storkredsbestyrelser. På landsmødet blev Ulla Koch valgt til forperson for landsledelsen og Jill Wortziger valgt til næstforperson. Der blev samtidigt besluttet at oprette posten politisk ordfører som partiets ansigt udadtil i stedet for en partileder. Michael Monberg blev valgt til posten som politisk ordfører på et ekstraordinært landsmøde 1. august 2021.

## Indlemmelse i Alternativet
Den 26. august 2022 skrev Franciska Rosenkilde og Torsten Gejl, henholdsvis politisk leder og folketingsmedlem for Alternativet, et åbent brev til partierne Frie Grønne og Grøn Alliance med en invitation til at blive en del af Alternativet.
Denne invitation afviste Frie Grønnes politiske leder, Sikandar Siddique, imidlertid, mens Grøn Alliance forhandlede med Alternativet om indlemmelsen.
Alternativet og Grøn Alliance kunne den 19. september offentliggøre, at de havde indgået en aftale om indlemmelsen af Grøn Alliance i Alternativet. Det betyder, at partiet vil opstille under Alternativets liste ved folketingsvalg. Grøn Alliances politiske leder, Henrik Vindfeldt, sagde efter indlemmelsen, at han ikke ville opstille til det kommende folketingsvalg.